# UFC 301
UFC 301: Pantoja vs. Erceg — турнир по смешанным единоборствам, организованный Ultimate Fighting Championship, который был проведён 4 мая 2024 года на спортивной арене «Jeunesse Arena» в городе Рио-де-Жанейро, Бразилия.

## Подготовка турнира

### Главные события турнира
В качестве заглавного события запланирован бой за титул чемпиона UFC в наилегчайшем весе, в котором должны встретиться действующий чемпион этой весовой категории бразилец Алешандри Пантожа и претендент австралиец Стив Эрцег (#10 в рейтинге). Для Пантожи этот бой станет второй защитой титула после того, как он стал чемпионом UFC в наилегчайшем весе в июле 2023 года, победив Брэндона Морено на UFC 290.
| Заглавное событие - Наилегчайший вес - Бой за титул чемпиона | Заглавное событие - Наилегчайший вес - Бой за титул чемпиона | Заглавное событие - Наилегчайший вес - Бой за титул чемпиона |
| --- | --- | ------------------------------------------------------------ |
| Алешандри Пантожа | | Стив Эрцег                                                   |
| ALEXSANDRE PANTOJA PASSIDOMO "The Cannibal" (Людоед) 34 года (16.04.1990) Рост 166 см, размах рук 173 см, вес 56,69 кг Гражданство: Происхождение: Место рождения: Арраял-ду-Кабу, Рио-де-Жанейро, Бразилия Представляет: Арраял-ду-Кабу, Рио-де-Жанейро, Бразилия "American Top Team" Дебют в UFC - 28.01.2017 (с рекордом 16-2) Бонусы "Fight of the Night" (2) / "Perfomance of the Night" (3) Действующий чемпион UFC в наилегчайшем весе (07.2023-н.в., защиты 1/1) Участник The Ultimate Fighter 24 (2016) Чемпион Resurrection Fighting Alliance в наилегчайшем весе (2014-15) | STEPHEN VINCENZO ERCEG "Astro Boy" (Астро-бой) 28 лет (27.07.1995) Рост 173 см, размах рук 174 см, вес 56,69 кг Гражданство: Происхождение: / Место рождения: Перт, Западная Австралия, Австралия Представляет: Перт, Западная Австралия, Австралия "Wilkes MMA" Дебют в UFC - 10.06.2023 (с рекордом 9-1) Бонусы "Perfomance of the Night" (2) Претендент на титул чемпиона UFC в наилегчайшем весе Чемпион Eternal MMA в наилегчайшем весе (2020-21) |                                                              |
| Последние бои: 16.12.2023, Брэндон Ройвал (#4), UDEC 08.07.2023, Брэндон Морено (ч), UDEC 30.07.2022, Алекс Перес (#6), SUB1 21.08.2021, Брэндон Ройвал (#6), SUB2 06.02.2021, Манэл Капе (д), UDEC | Последние бои: KO2, Мэтт Шнелл (#9), 02.03.2024 UDEC, Алессандру Коста, 11.11.2023 UDEC, Давид Дворжак (#10), 10.06.2023 (дебют в UFC) SUB1, Соичиро Хираи, 11.02.2023 (Eternal MMA) SUB1, Пол Лога, 30.10.2021 (Eternal MMA) |                                                              |

Вторым по значимости событием турнира ожидается возвращение бывшего чемпиона WEC в полулёгком весе и бывшего двукратного чемпиона UFC в полулёгком весе бразильца Жозе Алду, который должен провести бой в легчайшем весе против американца Джонатана Мартинеса (#12 в рейтинге).
| Соглавное событие - Легчайший вес | Соглавное событие - Легчайший вес | Соглавное событие - Легчайший вес |
| --- | --- | --------------------------------- |
| Джонатан Мартинес | | Жозе Алду                         |
| JONATHAN MARTINEZ "Dragon" (Дракон) 30 лет (20.04.1994) Рост 173 см, размах рук 177 см, вес 61,68 кг Гражданство: Происхождение: / Место рождения: Лос-Анджелес, Калифорния, США Представляет: Плейнвью, Техас, США "Factory X" / "MTZ Fight Club" Дебют в UFC - 27.10.2018 (с рекордом 9-1) Бонусы "Perfomance of the Night" (3) | JOSÉ ALDO DA SILVA OLIVEIRA JUNIOR "Junior" (Младший) / "The King of Rio" (Король Рио) 37 лет (09.09.1986) Рост 170 см, размах рук 178 см, вес 61,68 кг Гражданство: Происхождение: Место рождения: Манаус, Амазонас, Бразилия Представляет: Рио-де-Жанейро, Рио-де-Жанейро, Бразилия "Nova União" Дебют в UFC - 30.04.2011 (с рекордом 18-1) Бонусы "Fight of the Night" (4) / "Perfomance of the Night" (2) Претендент на титул чемпиона UFC в легчайшем весе (2020) Претендент на титул чемпиона UFC в полулёгком весе (2017) Двукратный чемпион UFC в полулёгком весе (11.2016-06.2017, защиты 0/1) Временный чемпион UFC в полулёгком весе (07.2016-11.2016) Чемпион UFC в полулёгком весе (11.2010-12.2015, защиты 7/8) Чемпион WEC в полулёгком весе (11.2009-11.2010, защиты 2/2) |                                   |
| Последние бои: 14.10.2023, Эдриан Яньес (#14), TKO2 11.03.2023, Саид Нурмагомедов (#14), UDEC 15.10.2022, Каб Свонсон, TKO2 21.03.2022, Винс Моралес, UDEC 26.02.2022, Алехандро Перес, UDEC | Последние бои: UDEC, Мераб Двалишвили (#6), 20.08.2022 UDEC, Роб Фонт (#4), 04.12.2021 UDEC Педру Муньюс (#8), 07.08.2021 UDEC, Марлон Вера (#15), 19.12.2020 TKO5, Пётр Ян (#3), 11.07.2020 |                                   |

### Анонсированные бои
| Бой | Весовая категория     | Участники боёв и их статистика перед боем (рекорд ММА / рекорд UFC / серия) | Участники боёв и их статистика перед боем (рекорд ММА / рекорд UFC / серия) | Участники боёв и их статистика перед боем (рекорд ММА / рекорд UFC / серия) | Участники боёв и их статистика перед боем (рекорд ММА / рекорд UFC / серия) | Участники боёв и их статистика перед боем (рекорд ММА / рекорд UFC / серия) | Участники боёв и их статистика перед боем (рекорд ММА / рекорд UFC / серия) | Участники боёв и их статистика перед боем (рекорд ММА / рекорд UFC / серия) | Участники боёв и их статистика перед боем (рекорд ММА / рекорд UFC / серия) | Участники боёв и их статистика перед боем (рекорд ММА / рекорд UFC / серия) | Участники боёв и их статистика перед боем (рекорд ММА / рекорд UFC / серия) | Участники боёв и их статистика перед боем (рекорд ММА / рекорд UFC / серия) | Участники боёв и их статистика перед боем (рекорд ММА / рекорд UFC / серия) |
|     |                       | Главный кард (Main Card, PPV)                                               |                                                                             |                                                                             |                                                                             |                                                                             |                                                                             |                                                                             |                                                                             |                                                                             |                                                                             |                                                                             |                                                                             |
| 1   | Наилегчайший вес      | Алешандри Пантожа Alexandre " The Cannibal" Pantoja                         | Ч TUF                                                                       | 28-5                                                                        | 12-3                                                                        | +6                                                                          | vs.                                                                         | Стив Эрцег Steve "Astro Boy" Erceg                                          | #10                                                                         | 12-2                                                                        | 3-1                                                                         | -1                                                                          | [ 3 ]                                                                       |
| 2   | Легчайший вес         | Джонатан Мартинес Jonathan "Dragon" Martinez                                | #12 exT(10)                                                                 | 19-5                                                                        | 10-4                                                                        | -1                                                                          | vs.                                                                         | Жозе Алду Jose "Junior" Aldo                                                | exЧ, WEC                                                                    | 32-8                                                                        | 14-7                                                                        | +1                                                                          | [ 4 ]                                                                       |
| 3   | Полутяжёлый вес       | Энтони Смит Anthony "Lionheart" Smith                                       | #10 exT(2), exП, SF                                                         | 38-19                                                                       | 13-9                                                                        | +1                                                                          | vs.                                                                         | Витор Петрину Vitor "Icão" Petrino                                          | exT(15), CS                                                                 | 11-1                                                                        | 4-1                                                                         | -1                                                                          | [ 5 ]                                                                       |
| 4   | Средний вес           | Мишел Перейра Michel "Demolidor" Pereira                                    | exT(14)                                                                     | 31-11 (2)                                                                   | 9-2                                                                         | +8                                                                          | vs.                                                                         | Игорь Потеря▲ Ihor "Duelist" Potieria                                       | CS                                                                          | 21-6                                                                        | 2-4                                                                         | -1                                                                          | [ 6 ]                                                                       |
| 5   | Средний вес           | Пол Крейг Paul "Bearjew" Craig                                              | #13 exT(8*)                                                                 | 17-8-1                                                                      | 9-8-1                                                                       | -2                                                                          | vs.                                                                         | Каю Борралью Caio "The Natural" Borralho                                    | #14 CS                                                                      | 16-1 (1)                                                                    | 6-0                                                                         | +15                                                                         | [ 7 ]                                                                       |
|     |                       | Предварительный кард (Prelims, ESPN2/ESPN+)                                 |                                                                             |                                                                             |                                                                             |                                                                             |                                                                             |                                                                             |                                                                             |                                                                             |                                                                             |                                                                             |                                                                             |
| 6   | Полулёгкий вес        | Джек Шор Jack "Tank" Shore                                                  | exT(14)                                                                     | 17-2                                                                        | 6-2                                                                         | -1                                                                          | vs.                                                                         | Жуандерсон Бриту Joanderson "Tubarão" Brito                                 | CS                                                                          | 17-3-1                                                                      | 5-1                                                                         | +5                                                                          | [ 8 ]                                                                       |
| 7   | Жен. минимальный вес  | Каролина Ковалькевич Karolina Kowalkiewicz                                  | #13 exT(2)                                                                  | 16-8                                                                        | 9-8                                                                         | -1                                                                          | vs.                                                                         | Ясмин Лусинду Iasmin Lucindo                                                |                                                                             | 16-5                                                                        | 3-1                                                                         | +3                                                                          | [ 9 ]                                                                       |
| 8   | Лёгкий вес            | Элвис Бренер Elves Brener                                                   |                                                                             | 16-4                                                                        | 3-1                                                                         | -1                                                                          | vs.                                                                         | Мыктыбек Оролбай Myktybek Orolbai                                           |                                                                             | 13-1-1                                                                      | 2-0                                                                         | +8                                                                          | [ 10 ]                                                                      |
| 10  | Лёгкий вес            | Жуакин Силва Joaquim "Netto BJJ" Silva                                      | TUF                                                                         | 13-5                                                                        | 6-5                                                                         | -1                                                                          | vs.                                                                         | Драккар Клозе Drakkar Klose                                                 |                                                                             | 15-2-1                                                                      | 9-2                                                                         | +4                                                                          | [ 11 ]                                                                      |
|     |                       | Ранний предварительный кард (Early Prelims, ESPN+)                          |                                                                             |                                                                             |                                                                             |                                                                             |                                                                             |                                                                             |                                                                             |                                                                             |                                                                             |                                                                             |                                                                             |
| 11  | Лёгкий вес            | Маурисиу Руффи Mauricio "One Shot" Ruffy                                    | д CS                                                                        | 10-1                                                                        | 1-0                                                                         | +5                                                                          | vs.                                                                         | Джейми Малларки Jamie Mullarkey                                             |                                                                             | 17-8                                                                        | 5-6                                                                         | -2                                                                          | [ 12 ]                                                                      |
| 12  | Жен. наилегчайший вес | Диони Барбоза Dione "The Witch" Barbosa                                     | д CS                                                                        | 7-2                                                                         | 1-0                                                                         | +4                                                                          | vs.                                                                         | Эрнеста Карецкайте Ernesta "Heavy-Handed" Kareckaite                        | д CS                                                                        | 5-1-1                                                                       | 0-1                                                                         | -1                                                                          | [ 13 ]                                                                      |
| 13  | Лёгкий вес            | Исмаэл Бонфин Ismael "Marreta" Bonfim                                       | CS                                                                          | 20-4                                                                        | 2-1                                                                         | +1                                                                          | vs.                                                                         | Винс Пичел Vinc "From Hell" Pichel                                          | TUF                                                                         | 14-4                                                                        | 7-4                                                                         | -2                                                                          | [ 14 ]                                                                      |
| 14  | Наилегчайший вес      | Алессандру Коста Alessandro "Nono" Costa                                    | CS                                                                          | 14-4                                                                        | 2-2                                                                         | +1                                                                          | vs.                                                                         | Кевин Борхас Kevin "El Gallo Negro" Borjas                                  | CS                                                                          | 9-3                                                                         | 0-2                                                                         | -2                                                                          | [ 15 ]                                                                      |
|     |                       | Отменённые бои                                                              |                                                                             |                                                                             |                                                                             |                                                                             |                                                                             |                                                                             |                                                                             |                                                                             |                                                                             |                                                                             |                                                                             |
|     | Средний вес           | Мишел Перейра Michel "Demolidor" Pereira                                    | exT(14)                                                                     | 31-11 (2)                                                                   | 9-2                                                                         | +8                                                                          | vs.                                                                         | Махмуд Мурадов▼ Makhmud "Mach" Muradov                                      |                                                                             | 26-8 (1)                                                                    | 4-2 (1)                                                                     | +1                                                                          | [ 16 ]                                                                      |
|     | Полулёгкий вес        | Жеан Силва Jean "Lord Assassin" Silva                                       | CS                                                                          | 12-2                                                                        | 1-0                                                                         | +9                                                                          | vs.                                                                         | Вильям Гомис▼ William "Jaguar" Gomis                                        |                                                                             | 13-2                                                                        | 3-0                                                                         | +11                                                                         | [ 17 ]                                                                      |

Условные обозначения: #5 (1) — текущее (лучшее) место бойца в рейтинге, exЧ(В) — бывший чемпион (временный), exП(В) — бывший претендент на титул чемпиона (временного), exТ(3) — боец входил в рейтинг Топ-15 (лучшее место в рейтинге), д — дебютант, CS — боец участвовал в Претендентской серии Дэйны Уайта, RTU — боец участвовал в шоу Road To UFC, TUF — боец участвовал в шоу The Ultimate Fighter, TUF(W/F) — боец являлся победителем/финалистом The Ultimate Fighter, WEC/SF — боец выступал в WEC или Strikeforce до объединения этих организаций с UFC.

## Церемония взвешивания
Результаты официальной церемонии взвешивания бойцов перед турниром.
| Весовая категория и допустимый лимит в фунтах | Весовая категория и допустимый лимит в фунтах | Участники боёв и их вес в фунтах | Участники боёв и их вес в фунтах | Участники боёв и их вес в фунтах | Участники боёв и их вес в фунтах |
| --------------------------------------------- | --------------------------------------------- | -------------------------------- | -------------------------------- | -------------------------------- | -------------------------------- |
| Наилегчайший вес (титульный бой)              | 125                                           | Алешандри Пантожа                | 125                              | Стив Эрцег                       | 125                              |
| Легчайший вес                                 | 135 (+1)                                      | Джонатан Мартинес                | 136                              | Жозе Алду                        | 136                              |
| Полутяжёлый вес                               | 205 (+1)                                      | Энтони Смит                      | 205,5                            | Витор Петрину                    | 206                              |
| Средний вес                                   | 185 (+1)                                      | Мишел Перейра                    | 186                              | Игорь Потеря                     | 185                              |
| Средний вес                                   | 185 (+1)                                      | Пол Крейг                        | 185                              | Каю Борралью                     | 186                              |
| Полулёгкий вес                                | 145 (+1)                                      | Джек Шор                         | 145,5                            | Жуандерсон Бриту                 | 146                              |
| Минимальный вес (женщины)                     | 115 (+1)                                      | Каролина Ковалькевич             | 116                              | Ясмин Лусинду                    | 116                              |
| Лёгкий вес                                    | 155 (+1)                                      | Элвис Бренер                     | 156                              | Мыктыбек Оролбай                 | 155,5                            |
| Полулёгкий вес                                | 145 (+1)                                      | Жеан Силва                       | 146                              | Вильям Гомис                     | 143,5                            |
| Лёгкий вес                                    | 155 (+1)                                      | Жуакин Силва                     | 155,5                            | Драккар Клозе                    | 156                              |
| Лёгкий вес                                    | 155 (+1)                                      | Маурисиу Руффи                   | 156                              | Джейми Малларки                  | 155                              |
| Наилегчайший вес (женщины)                    | 125 (+1)                                      | Диони Барбоза                    | 126                              | Эрнеста Карецкайте               | 125,5                            |
| Лёгкий вес                                    | 155 (+1)                                      | Исмаэл Бонфин                    | 156                              | Винс Пичел                       | 156                              |
| Наилегчайший вес                              | 125 (+1)                                      | Алессандру Коста                 | 125                              | Кевин Борхас                     | 125,5                            |

Все участники поединков показали вес в лимитах своих весовых категорий.
Вскоре после церемонии взвешивания Вильям Гомис был снят с поединка против местного бойца Жеана Силвы из-за плохого физического состояния, вызванного избыточной сгонкой веса.

## Результаты турнира
В главном бою вечера Алешандри Пантожа победил Стива Эрцега единогласным решением судей и во второй раз защитил титул чемпиона UFC в наилегчайшем весе.
| Статистика поединка: | Статистика поединка: | Статистика поединка:                          | Статистика поединка:                          | Статистика поединка: | Статистика поединка: | Статистика поединка: | Статистика поединка: | Статистика поединка: | Статистика поединка: | Статистика поединка: | Статистика поединка: | Статистика поединка: | Статистика поединка: | Статистика поединка: | Статистика поединка: | Статистика поединка: | Статистика поединка: | Статистика поединка: |
| Участник             | Нокдауны             | Акцентрованные удары (по цели/всего/точность) | Акцентрованные удары (по цели/всего/точность) | По раундам           | По раундам           | По раундам           | По раундам           | По раундам           | По цели              | По цели              | По цели              | По позиции           | По позиции           | По позиции           | Тейкдауны            | Тейкдауны            | Контроль             | Попытка приема       |
| Участник             | Нокдауны             | Акцентрованные удары (по цели/всего/точность) | Акцентрованные удары (по цели/всего/точность) | 1Р                   | 2Р                   | 3Р                   | 4Р                   | 5Р                   | Голова               | Корпус               | Ноги                 | Дистанция            | Клинч                | Партер               | Тейкдауны            | Тейкдауны            | Контроль             | Попытка приема       |
| -------------------- | -------------------- | --------------------------------------------- | --------------------------------------------- | -------------------- | -------------------- | -------------------- | -------------------- | -------------------- | -------------------- | -------------------- | -------------------- | -------------------- | -------------------- | -------------------- | -------------------- | -------------------- | -------------------- | -------------------- |
| Алешандри Пантожа    | 0                    | 125/242                                       | 51%                                           | 30/55                | 23/48                | 34/57                | 23/55                | 15/27                | 75/184               | 33/39                | 17/19                | 96/207               | 14/16                | 15/19                | 9/12                 | 47%                  | 8:15                 | 0                    |
| Стив Эрцег           | 0                    | 111/212                                       | 52%                                           | 17/35                | 28/43                | 22/45                | 31/63                | 13/26                | 87/181               | 16/23                | 8/8                  | 107/207              | 3/4                  | 1/1                  | 1/6                  | 16%                  | 0:32                 | 0                    |

В соглавном бою Жозе Алду победил Джонатана Мартинеса единогласным решением судей.
| Статистика поединка: | Статистика поединка: | Статистика поединка:                          | Статистика поединка:                          | Статистика поединка: | Статистика поединка: | Статистика поединка: | Статистика поединка: | Статистика поединка: | Статистика поединка: | Статистика поединка: | Статистика поединка: | Статистика поединка: | Статистика поединка: | Статистика поединка: | Статистика поединка: | Статистика поединка: | Статистика поединка: | Статистика поединка: |
| Участник             | Нокдауны             | Акцентрованные удары (по цели/всего/точность) | Акцентрованные удары (по цели/всего/точность) | По раундам           | По раундам           | По раундам           | По раундам           | По раундам           | По цели              | По цели              | По цели              | По позиции           | По позиции           | По позиции           | Тейкдауны            | Тейкдауны            | Контроль             | Попытка приема       |
| Участник             | Нокдауны             | Акцентрованные удары (по цели/всего/точность) | Акцентрованные удары (по цели/всего/точность) | 1Р                   | 2Р                   | 3Р                   | 4Р                   | 5Р                   | Голова               | Корпус               | Ноги                 | Дистанция            | Клинч                | Партер               | Тейкдауны            | Тейкдауны            | Контроль             | Попытка приема       |
| -------------------- | -------------------- | --------------------------------------------- | --------------------------------------------- | -------------------- | -------------------- | -------------------- | -------------------- | -------------------- | -------------------- | -------------------- | -------------------- | -------------------- | -------------------- | -------------------- | -------------------- | -------------------- | -------------------- | -------------------- |
| Джонатан Мартинес    | 0                    | 52/118                                        | 44/%                                          | 15/34                | 14/38                | 23/46                | -                    | -                    | 36/96                | 9/15                 | 7/7                  | 50/116               | 1/1                  | 1/1                  | 0/2                  | 0%                   | 1:20                 | 0                    |
| Жозе Алду            | 0                    | 77/139                                        | 55%                                           | 17/46                | 30/50                | 30/43                | -                    | -                    | 41/96                | 26/33                | 10/10                | 70/132               | 5/5                  | 2/2                  | 1/2                  | 50%                  | 1:45                 | 0                    |

| Бой    | Весовая категория     | Результат боя               | Результат боя     | Результат боя | Результат боя | Результат боя | Результат боя        | Результат боя | Способ победы                                          | Раунд | Время | Рефери в ринге      |
|        |                       | Главный кард                |                   |               |               |               |                      |               |                                                        |       |       |                     |
| Бой 13 | Наилегчайший вес      |                             | Алешандри Пантожа | Ч             | поб.          |               | Стив Эрцег           | #10           | Единогласное решение (48–47, 48–47, 49–46)             | 5     | 5:00  | Марк Годдард        |
| Бой 12 | Легчайший вес         |                             | Жозе Алду         |               | поб.          |               | Джонатан Мартинес    | #12           | Единогласное решение (30–27, 30–27, 30–27)             | 3     | 5:00  | Майк Белтран        |
| Бой 11 | Полутяжёлый вес       |                             | Энтони Смит       | #10           | поб.          |               | Витор Петрину        |               | Сдача, удушающий приём (гильотина)                     | 1     | 2:00  | Осирис Майя         |
| Бой 10 | Средний вес           |                             | Мишел Перейра     |               | поб.          |               | Игорь Потеря         |               | Сдача, удушающий приём (гильотина в стойке)            | 1     | 0:54  | Фернандо Портелья   |
| Бой 9  | Средний вес           |                             | Каю Борралью      | #14           | поб.          |               | Пол Крейг            | #13           | Нокаут (кросс слева)                                   | 2     | 2:10  | Марк Годдард        |
|        |                       | Предварительный кард        |                   |               |               |               |                      |               |                                                        |       |       |                     |
| Бой 8  | Полулёгкий вес        |                             | Жуандерсон Бриту  |               | поб.          |               | Джек Шор             |               | Технический нокаут (остановка доктором, сечка на ноге) | 2     | 3:35  | Жоао Клаудиу Соарес |
| Бой 7  | Жен. минимальный вес  |                             | Ясмин Лусинду     |               | поб.          |               | Каролина Ковалькевич | #13           | Единогласное решение (30–27, 30–27, 30–27)             | 3     | 5:00  | Осирис Майя         |
| Бой 6  | Лёгкий вес            |                             | Мыктыбек Оролбай  |               | поб.          |               | Элвис Бренер         |               | Единогласное решение (29–27, 29–27, 29–27)*            | 3     | 5:00  | Фернандо Портелья   |
| Бой 5  | Лёгкий вес            |                             | Драккар Клозе     |               | поб.          |               | Жуакин Силва         |               | Единогласное решение (29–28, 29–28, 29–28)             | 3     | 5:00  | Марк Годдард        |
|        |                       | Ранний предварительный кард |                   |               |               |               |                      |               |                                                        |       |       |                     |
| Бой 4  | Лёгкий вес            |                             | Маурисиу Руффи    | д             | поб.          |               | Джейми Малларки      |               | Технический нокаут (удар коленом в прыжке и добивание) | 1     | 4:42  | Майк Белтран        |
| Бой 3  | Жен. наилегчайший вес |                             | Диони Барбоза     | д             | поб.          |               | Эрнеста Карецкайте   | д             | Единогласное решение (29–28, 29–28, 29–28)             | 3     | 5:00  | Фернандо Портелья   |
| Бой 2  | Лёгкий вес            |                             | Исмаэл Бонфин     |               | поб.          |               | Винс Пичел           |               | Единогласное решение (30–27, 30–27, 30–27)             | 3     | 5:00  | Майк Белтран        |
| Бой 1  | Наилегчайший вес      |                             | Алессандру Коста  |               | поб.          |               | Кевин Борхас         |               | Технический нокаут (серия ударов из позиции бэк-маунт) | 2     | 1:35  | Жоао Клаудиу Соарес |

[*] Рефери в ринге снял с Оролбая одно очко в 3-м раунде за захват сетки руками.
Официальные судейские карточки турнира.

## Награды
Следующие бойцы были удостоены денежного бонуса в размере $50,000:
- Лучший бой вечера: не присваивался

- Выступление вечера: Мишел Перейра, Кайю Борралью, Маурисиу Руффи и Алессандру Коста